# 克里斯蒂娜·贝里斯特兰德
克里斯蒂娜·贝里斯特兰德（瑞典語：Kristina Bergstrand，1963年10月4日—），瑞典女子冰球运动员。她曾代表瑞典参加1998年和2002年冬季奥林匹克运动会冰球比赛，获得一枚铜牌。